# Aeroporto Internacional Hato
O Aeroporto Internacional Hato (ATA: CUR, ICAO: 
TNCC) é um aeroporto internacional localizado em Willemstad, Curaçao nas Antilhas Neerlandesas.

## Companhias Aéreas e Destinos
|                              | Cidades                                                 | Aliança       |
| ---------------------------- | ------------------------------------------------------- | ------------- |
| Air Canada 1 destino         | Internacional (1): Toronto                              | Star Alliance |
| American Airlines 2 destinos | Internacionais (2): Charlotte / Miami                   | Oneworld      |
| Arkefly 1 destino            | Internacional (1): Amsterdão                            | N/A           |
| Avianca 1 destino            | Internacionais (1): Bogotá                              | Star Alliance |
| Avior Airlines 2 destinos    | Internacionais (2): Maracaibo / Valência Caracas        | N/A           |
| Azul 1 destino               | Internacional (1): Belo Horizonte                       | N/A           |
| Copa Airlines 1 destino      | Internacional (1): Cidade do Panamá                     | Star Alliance |
| Divi Divi Air 1 destino      | Internacional (1): Bonaire                              | N/A           |
| Insel Air 3 destinos         | Internacionais (3): Bonaire / Oranjestad / São Martinho | N/A           |
| JetBlue Airways 1 destino    | Internacional (1): Nova Iorque                          | N/A           |
| KLM 1 destino                | Internacional (1): Amsterdão                            | SkyTeam       |
| PAWA Dominicana 1 destino    | Internacional (1): Santo Domingo                        | N/A           |
| RUTACA Airlines 2 destinos   | Internacionais (2): Caracas / Valência                  | N/A           |
| Surinam Airways 2 destinos   | Internacionais (2): Paramaribo / Porto de Espanha       | N/A           |